# 跨湖桥遗址
30°08′39″N 120°13′06″E / 30.14417°N 120.21833°E
跨湖桥遗址位于中国浙江省杭州市萧山区闻堰街道湘湖南岸，是新石器时代遗址，距今约8000～7000年。2002年被评为2001年度全国十大考古新发现之一，2006年被列为第六批全国重点文物保护单位。

## 历史

回填後的下孙遗址

湘湖位于萧山市区西南，地处东北-西南走向的两座小山丘之间，呈长条状，早在《水经注》中就有记载，时称“西城湖”。湖中狭窄处建桥名曰“跨湖桥”，南为上湘湖，北为下湘湖。跨湖桥遗址位于桥南约700处，属上湘湖地界。遗址与20世纪70年代被发现，1990年对其首次发掘，2000～2001年第二次发掘，2002年第三次发掘，发掘面积总计1000余平方米。2003年5月又在跨湖桥遗址东北约2千米处（湘湖东北岸）发现下孙遗址，两者的时代及文化内涵相同。跨湖桥遗址总面积约15万平方米，文化堆积层厚约1～3米。据碳十四测定经树轮校正表明遗址的年代距今约8000～7000年。出土的文物有陶器、石器、骨器、木器等。出土独木舟一艘，残长560厘米，宽约29～52厘米，松木制造，是中国目前所发现的最早的独木舟。出土木弓一件，残长121厘米，是中国目前所发现的最早的木弓。
2004年12月17日，“跨湖桥文化”正式命名。

## 画廊
- 遗址现场
- 遗址现场
- 2002年发掘出土的独木舟及桩架结构、木桨、石锛、编织物等相关遗迹
- 独木舟
- 大口双耳罐
- 敛口陶罐
- 陶钵
- 陶纺轮和线轮
- 石锛
- 木桨形器和木镞
- 骨匙
- 骨笛
- 水牛骨